# Hoa tre

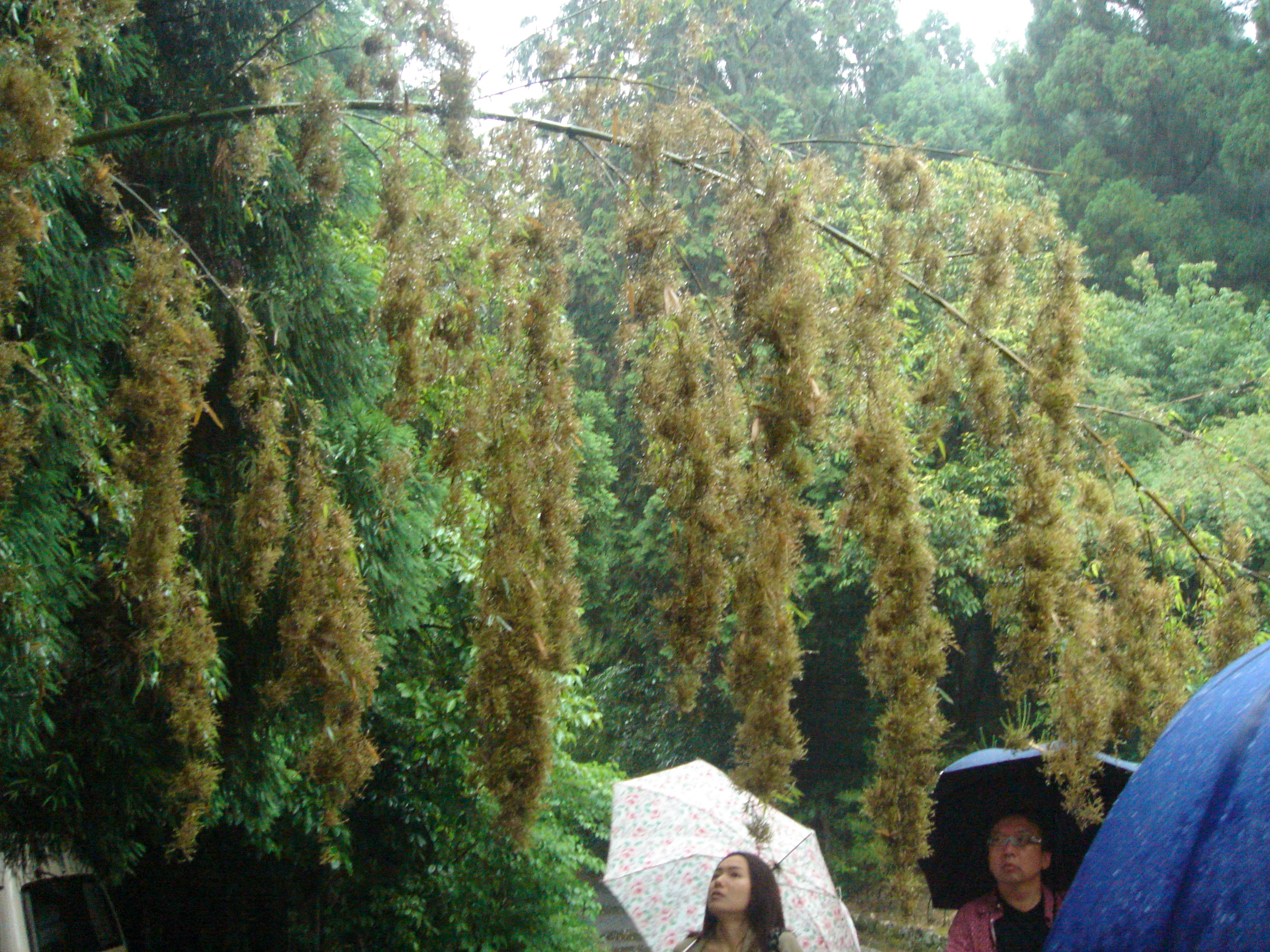
Tre ra hoa tại Inbamura, Nhật Bản năm 2005

Hoa tre là một hiện tượng tự nhiên trong đó tre vào một thời điểm nào đó sẽ ra hoa và kết hạt. Hiện tượng này thường quan sát được ở Việt Nam, Trung Quốc, Myanmar và Ấn Độ.

## Cơ chế
Tre thường có vòng đời từ khoảng 40 đến 80 năm, khác nhau giữa các loài. Thông thường, tre mới mọc lên từ măng ở gốc. Đến một thời điểm trong vòng đời sinh trưởng với hầu hết các loài, tre sẽ bắt đầu ra hoa. Sau khi nở hoa, hoa sẽ kết thành quả (được gọi là "gạo tre" ở các vùng của Ấn Độ và Trung Quốc). Tiếp đó, rừng tre chết dần. Vì một khu rừng tre thường mọc từ một cây tre, nên hiện tượng tre chết hàng loạt xảy ra ở một khu vực rộng lớn.

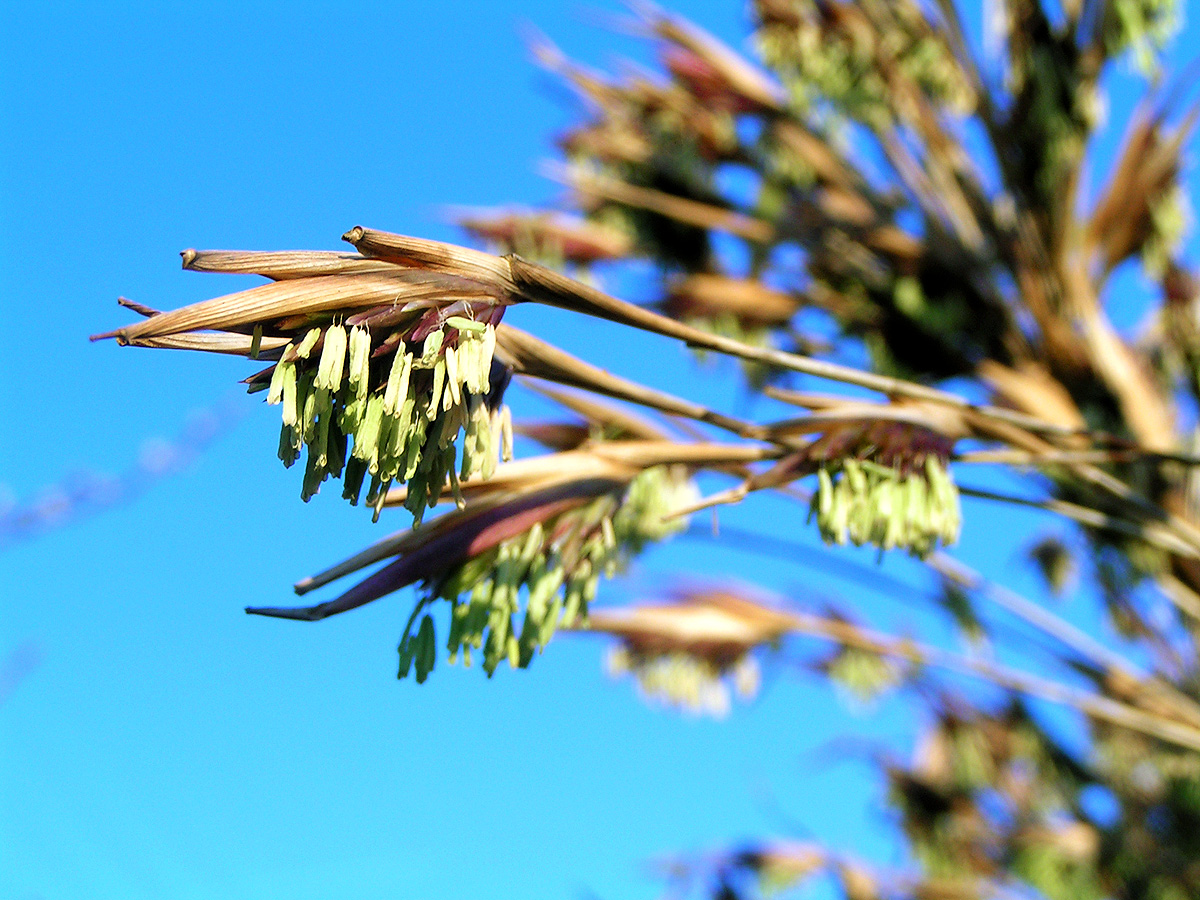
Cận cảnh hoa tre

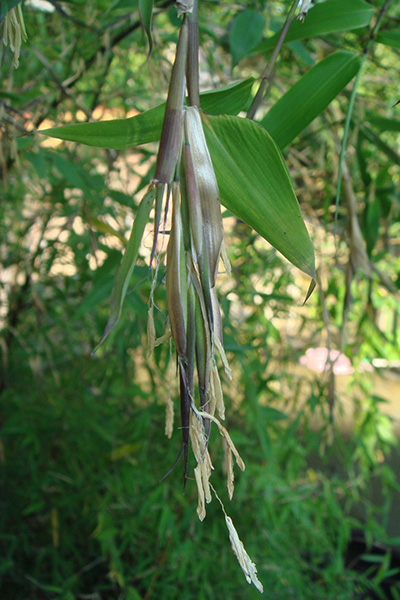
Hoa Phyllostachys glauca 'Yunzhu'

Nhiều loài tre ra hoa trong khoảng thời gian rất dài như 65 năm hoặc thậm chí 120 năm. Những loài này có hiện tượng ra hoa hàng loạt (hay ra hoa theo nhóm), với tất cả các cá thể tre trong một quần thể cùng ra hoa trong khoảng thời gian vài năm. Bất kỳ cây nào được nhân giống vô tính từ quần thể cũng sẽ ra hoa, kể cả khi được trồng ở nơi khác. Khoảng thời gian nở hoa dài nhất được biết đến là 130 năm, đối với loài Phyllostachys bambusoides. Trong loài này, tất cả cá thể đều  ra hoa cùng một lúc, bất kể sự khác biệt về vị trí địa lý hoặc điều kiện khí hậu, và sau đó chết. Việc thiếu tác động môi trường đến thời điểm ra hoa cho thấy sự hiện diện của một loại "đồng hồ báo thức" nào đó trong mỗi tế bào của cây, báo hiệu sự chuyển hướng của tất cả năng lượng sang sản xuất hoa và sự ngừng phát triển sinh dưỡng. Cơ chế này, cũng như nguyên nhân tiến hóa đằng sau nó, nói chung vẫn còn là một bí ẩn.
Một giả thuyết giải thích cơ chế ra hoa hàng loạt là khớp với chu kỳ sống của động vật có liên quan, theo đó được lập luận rằng bằng cách đậu quả cùng một lúc, một quần thể có thể gia tăng tỷ lệ sống sót của hạt giống khi quả được phủ kín cả khu vực (bão hòa). Ngay cả khi động vật ăn no hạt, vẫn còn sót lại rất nhiều hạt. Bằng cách có chu kỳ ra hoa dài hơn tuổi thọ của các loài gặm nhấm, tre có thể tác động khiến quần thể động vật suy giám do chết đói thiếu thức ăn trong khoảng thời gian giữa hai chu kỳ ra hoa. Tre chết sau khi ra hoa, vì các cây mẹ tập trung tất cả các nguồn dinh dưỡng cho hạt giống hơn là giữ lại năng lượng tái sinh cho bản thân.
Một giả thuyết khác, được gọi là giả thuyết "chu kỳ cháy rừng", lập luận rằng hiện tượng cây trưởng thành chết sau khi ra hoa xảy ra định kỳ để tạo điều kiện cho môi trường sống cho cây con có một khoảng trống để phát triển. Giả thuyết này cũng cho rằng các cá thể tre già chết đi tạo ra một lượng củi lớn, và cũng là mục tiêu lớn cho các vụ sét đánh, làm tăng khả năng xảy ra cháy rừng.  Thế hệ tre kế tiếp có thể mạnh mẽ hơn, sẽ phát triển vượt xa và chiếm lấy không gian do thế hệ trước để lại.
Tuy nhiên, cả hai giả thuyết bị xung đột với những lý do khác nhau. Giả thuyết bão hòa  không giải thích được tại sao chu kỳ ra hoa dài hơn 10 lần so với tuổi thọ của loài gặm nhấm địa phương. Giả thuyết chu kỳ cháy tre bị một số nhà khoa học đánh giá là không hợp lý; họ lập luận rằng  rằng hỏa hoạn chỉ do con người gây ra và không có vụ cháy tự nhiên nào xảy ra ở Ấn Độ. Khái niệm này còn bị coi là không chính xác dựa theo thống kê phân bổ sét đánh trong mùa khô trên khắp Ấn Độ. Tuy nhiên, một lập luận khác chống giả thuyết này rằng: chưa từng có tiền lệ chứng minh bất kỳ sinh vật sống nào khai thác thứ gì đó khó đoán như sét đánh để tăng cơ hội sống sót như một phần của tiến trình tiến hóa tự nhiên.

## Tác động
Hiện tượng tre ra hoa hàng loạt để lại những hậu quả kinh tế và sinh thái trực tiếp. Ví dụ, hậu quả lớn xảy ra khi hoa và quả của Melocanna bambusoides cứ sau 30-35  quanh Vịnh Bengal. Tre chết hết sau khi đậu quả có nghĩa là người dân địa phương mất vật liệu xây dựng, và số lượng lớn hạt tre dẫn đến sự gia tăng nhanh chóng quần thể động vật gặm nhấm. Khi số lượng loài gặm nhấm tăng lên, chúng ăn tất cả thực phẩm có sẵn, như tàn phá các cánh đồng ngũ cốc và kho lương thực, đôi khi dẫn đến nạn đói. Những loài vật này như chuột cũng có thể mang các bệnh nguy hiểm, chẳng hạn như sốt phát ban, thương hàn và bệnh dịch hạch, thậm chí bùng phát dịch bệnh lớn khi số lượng tăng lên. Mối liên hệ giữa quần thể chuột và hoa tre đã được kiểm chứng trong tài liệu Nova về dịch chuột năm 2009.
Cả một khu vực tre rộng lớn tàn lụi gây áp lực lên những động vật phụ thuộc vào tre làm nguồn thức ăn, chẳng hạn như gấu trúc khổng lồ hiện đang nằm trong danh sách cần được bảo tồn.
Sự ra hoa tạo ra một lượng lớn hạt giống, cơ hội phát sinh nhiều dị biến. Như vậy, có thể tạo ra một quần thể mới giống hệt với thế hệ trước, hoặc cũng có thể tạo ra các giống mới với các đặc điểm hình thái khác nhau, chẳng hạn như có hoặc không có dải hay thay đổi màu sắc của các đốt.
Đặc biệt, một số loài tre lại không kết hạt sau khi ra hoa, ví dụ như Bambusa vulgaris, Bambusa balcooa  và Dendrocalamus stockii.